# Progne
Progne – rodzaj ptaków z rodziny jaskółkowatych (Hirundinidae).

## Występowanie
Rodzaj obejmuje gatunki występujące w Ameryce.

## Morfologia
Długość ciała 15–19 cm, masa ciała 30–50 g.

## Systematyka

### Etymologia
Łacińskie progne lub procne – jaskółka (Progne, Prokne lub Procne, w mitologii greckiej córka króla Aten, Pandiona oraz żona króla Tracji, Tereusa. Tereus zgwałcił siostrę Prokne, Filomelę, a następnie obciął jej język i uwięził ją. Filomela utkała peplos, w którego deseniu umieściła słowa – klucz, dzięki którym Prokne dowiedziała się o losie siostry. Prokne uratowała siostrę, a następnie obie w akcie zemsty zabiły syna Prokne, Itysa i podały jego ciało w potrawie Tereusowi. Dzięki wysłuchaniu ich błagań bogowie dopomogli uniknąć im gniewu Tereusa, zamieniając je w ptaki: Prokne zamieniona została w jaskółkę, a Filomela w słowika. Tereus został zmieniony w dudka).

### Podział systematyczny
Do rodzaju należą następujące gatunki:
- Progne tapera (Linnaeus, 1766) – jaskółczak brunatny
- Progne murphyi Chapman, 1925 – jaskółczak klifowy
- Progne modesta Gould, 1838 – jaskółczak widłosterny
- Progne subis (Linnaeus, 1758) – jaskółczak modry
- Progne dominicensis (J.F. Gmelin, 1789) – jaskółczak antylski
- Progne cryptoleuca S.F. Baird, 1865 – jaskółczak kubański
- Progne sinaloae Nelson, 1898 – jaskółczak białobrzuchy
- Progne chalybea (J.F. Gmelin, 1789) – jaskółczak szarogardły
- Progne elegans S.F. Baird, 1865 – jaskółczak południowy